# باتمان: أركام نايت
باتمان: أركام نايت (بالإنجليزية: Batman: Arkham Knight؛ يترجم كـ « الرجل الوطواط: فارس أركم »)‏ هي لعبة فيديو من نوع أكشن-مغامرات، صدرت في 23 يونيو 2015، وهي متوفرة على أجهزة إكس بوكس ون ومايكروسوفت ويندوز وبلاي ستيشن 4. اللعبة من تطوير روك ستيدي ستوديوز ومن نشر وارنر برذرز إنترآكتيف إنترتيمنت.

## قصة اللعبة
تدور اللعبة بعد عام واحد من موت الجوكر في أحداث (باتمان: أركام سيتي) حيث يشعر الآن سكان المدينة بالأمان وأنخفض معدل الجريمة بشكل كبير جدًا، وهو ما جعل أعداء باتمان يتحدون من أجل قتلهم وعلي رأسهم (Penguin-Two-Face- Harley Quinn)، ومن ثم في عيد الهلووين يتم نشر الفوضى في المدينة مما يجعل الشرطة تقوم بإجلاء المواطنين وعددهم 6 ملايين مواطن لخارج مدينة جوثام، ولم يتبقى مرة أخرى بالمدينة سوي المجرمين لذلك سيكون علي المحقق غوردن أن يحارب هؤلاء المجرمين بمساعدة باتمان الذي يسهر علي راحة هذه المدينة.

## تطوير اللعبة
اللعبة أكبر ثلاث مرات من الأجزاء السابقة وتنقسم إلي ثلاث مناطق منها وهي الحي الصيني وساحة الشحن الصناعية ومنطقة نيون، وبدأت مراحل تطوير اللعبة منذ أن أعلن Paul Dini كاتب الأجزاء السابقة في أغسطس 2012 بأنه لن يشارك في كتابة الجزء الجديد، ومن ثم في مارس 2014 تم تسريب موسيقي اللعبة من داخل استوديوهات Rocksteady Studios ومنذ ذلك الحين أعلن عن اللعبة وعن بعض الفيديوهات والصور الخاصة بها.

## أسلوب اللعبة
عندما نتحدث عن الجيم بلاي فسنذكر مرة أخرى أن اللعبة أكبر ثلاث مرات من الأجزاء السابقة وهو ما يعني أن عدد الأعداء سيتضاعف خمس مرات علي الشاشة، لذلك قامت الشركة المطورة بإعادة بعض الأسلحة مثل بندقية الكلاب والقاذف وbatarangs وكذلك تم إعادة منظور المخبر الذي يتميز بها باتمان، كما تم تحسين نمط الطيران الخاص بباتمان فيمكنه الآن ا، يطيل لمسافات أطول عن الأجزاء السابقة.
كما تم تطوير نظام القتال فعندما يسقط عدو أرضا وتهاجمه فلن يعترضك أي عدو أخر كما يمكنك أن تستخدم العدو الذي سقط علي الأرض بأن تمسك به وتلقيه علي الأعداء لتسبب لهم الضرر المتزايد، كما تم تحسين نظام المراوغة بشكل ممتاز جدا مما يسهل عليك قتال الأعداء الأكثر قوة، كما استمرت اللعبة علي أسلوب القتال خلسة (takedowns) من الأعلى بحدود ثلاث أعداء آليا طالما بقي باتمان غير مكتشف، كما إضافة الشركة المطورة أسلوب جديد حيث يمكن لباتمان أن يستخدم البيئة المحيطة به في قتل الأعداء مثل المولدات الكهربائية، كما يستطيع باتمان الحصول علي أسلحة الأعداء ثم ضربهم بها حتى تنكسر، والأهم من ذلك هو عودة جوائز وتحديات (Riddler).
من الإضافات الجديدة التي قدمتها استوديوهات روك ستدي هي سيارة باتمان (Batmobile) المضادة للرصاص وتستطيع في أي وقت أن تطلب السيارة سواء كنت تسير علي الأقدام أو في الهواء فسوف تظهر لك السيارة بمجرد استدعائها، وتستطيع استخدام السيارة في الوصول سريعا للهدف المحدد لك وتستطيع من خلالها أن تحطم الحواجز والأشجار كما يمكنك أن تطلق منها الصواريخ من أجل شل عربات العدو وهو ما سيجعل بعض الأعداء يفرون منك بمجرد رؤية العربة، كما يستطيع باتمان الخروج من السيارة سريعا واستخدام الخطاف للتجول حول المدينة.
بطبيعة الحال سوف يكون هناك ترقيات سواء لباتمان أو للسيارة أيضا كما سيكون عليك أيضا استخدام السيارة في حل ألغاز Riddler , وتتضمن السيارة نمطان هما المسعى والمعركة وخلال المسعى تستطيع أن تنتقل بها من منطقة لأخرى أما خلال المعركة فسوف تتحول لدبابة أكثر منها سيارة لأنك ستجد بها الصواريخ والبنادق وغيرها من الأسلحة التي تجعلك تستمتع أكثر باللعبة.

## وصلات خارجية
- الموقع الرسمي
- Batman: Arkham Knight على موقع غيم فاكس
- باتمان: أركام نايت على موقع IMDb (الإنجليزية)